# Jay-Z
Jay-Z, pseudonimo di Shawn Corey Carter (New York, 4 dicembre 1969), è un rapper, imprenditore e produttore discografico statunitense.
Personaggio di spicco della East Coast, ha collaborato con importanti figure dell'hip hop che lo hanno portato ad una rapida ascesa. Noto per il suo coinvolgimento nel successo creativo e commerciale di numerosi artisti, è uno dei rapper di maggior successo di tutti i tempi, con una vendita di oltre 125 milioni di copie in tutto il mondo. Detiene il record come rapper con il maggior numero di vittorie ai Grammy Award insieme a Kanye West con 24 premi. È presidente delle etichette discografiche Def Jam Recordings, Roc-A-Fella Records e della società Roc Nation, con cui ha prodotto e diretto spettacoli e tour internazionali, tra cui i Super Bowl Halftime Show, grazie a cui ha vinto due Emmy Award. Il rapper è inoltre azionista del servizio di streaming musicale Tidal.
Nel 2006 MTV lo ha nominato miglior rapper di tutti i tempi e tre dei suoi album entrano a far parte della lista dei 500 migliori album di sempre secondo Rolling Stone (Reasonable Doubt, The Blueprint e The Black Album). Ha ottenuto 13 debutti alla prima posizione della classifica statunitense Billboard 200 rendendolo uno degli artisti con il maggior numero di debutti in prima posizione.
La rivista statunitense Forbes ha classificato Jay-Z al primo posto tra i cantanti più ricchi del mondo, con un patrimonio di circa 2,5 miliardi di dollari. La stessa rivista ha inoltre eletto la coppia di coniugi Jay-Z/Beyoncé la coppia artistica più ricca del mondo sia nel 2012 che nel 2016, mentre nel 2017 si stima un patrimonio complessivo che supera il miliardo di dollari statunitensi. Preso singolarmente, nel 2018 diventa il primo rapper nella storia a detenere un patrimonio personale di un miliardo di dollari.
Nel 2017 è il primo rapper ad essere inserito nella Songwriters Hall of Fame poiché ha "cambiato il modo in cui ascoltiamo la musica, e ha cambiato il modo con cui divertirsi con essa". Nel 2021 è stato incluso nella Rock and Roll Hall of Fame di Cleveland.

## Biografia

### Gli inizi
Carter è cresciuto nel quartiere newyorkese di Bedford-Stuyvesant. Negli ultimi anni dell'adolescenza frequentò senza successo prima la Eli Whitney High School di Brooklyn, insieme al futuro rapper AZ, fino a quando la scuola fu chiusa. In seguito frequentò l'istituto George Westinghouse Career e Technical Education High School a Downtown Brooklyn, con i futuri colleghi The Notorious B.I.G. e Busta Rhymes, infine la Trenton Central High School a Trenton, New Jersey, dove non riuscì a diplomarsi.
Dopo averlo sentito rappare, sua madre Gloria Carter gli regalò una radio portatile per il suo compleanno; in seguito iniziò a cimentarsi con il freestyle e a scrivere rime hip hop. All'inizio si faceva chiamare "Jazzy", e in seguito contrasse tale soprannome in Jay-Z, omaggio al suo collega Jaz-O (con cui collaborò in The Originators ed Hawaiian Sophie).

### 1995-1997:Reasonable DoubteIn My Lifetime, Vol. 1
Ad inizio carriera, non avendo alcun contratto discografico, decise di produrre dischi tramite la propria etichetta Roc-A-Fella Records insieme a Damon Dash e Kareem Biggs nel 1995. Il suo album d'esordio del 1996 si intitola Reasonable Doubt, prodotto da DJ Premier e da DJ Clark Kent, debutta alla posizione nº 23 nella Billboard 200. Riceve critiche generalmente positive e venne inserito dalla rivista Rolling Stone nella classifica dei 500 migliori album di tutti i tempi. Uno dei suoi brani fu eseguito insieme a Notorious B.I.G. e fu successivamente certificato platino.
Nel 1997, dopo la firma con la Def Jam, Jay-Z divise con essa la co-produzione dei lavori successivi. Fu sotto tale co-produzione che uscì In My Lifetime, Vol. 1, con Puff Daddy alla console e di maggior successo di vendite rispetto al debutto dell'album precedente, venendo certificato platino.

### 1998-2000:Vol. 2...,Vol. 3...eThe Dynasty
Nel 1998 uscì il terzo album Vol. 2... Hard Knock Life, trainato dai singoli Hard Knock Life e, Can I Get A... (eseguito insieme a Ja Rule) e Jigga What. Il disco raggiunse la vendita di 5 milioni di copie negli stati uniti e vinse un Grammy Award, che fu boicottato dal cantante poiché DMX non ricevette alcuna nomina.
L'anno successivo debutta in un duetto con Mariah Carey con il brano Heartbreaker. Successivamente esce il quarto album del rapper, Vol. 3... Life and Times of S. Carter, che contiene una maggiore ispirazione pop rispetto ai due dischi precedenti e vendette 3milioni di copie solo negli USA. Il suo singolo più noto è Big Pimpin', ma notevole è pure una collaborazione con l'allora semisconosciuto 50 Cent.
Intorno al 2000, Jay-Z iniziò a collaborare con Demon Dash per il lancio di nuovi musicisti (tra cui Beanie Sigel e Freeway). Inoltre cantò una delle tracce del compilation album The Dynasty: Roc La Familia che finì per diventare il quinto album di Jay-Z stesso. L'album vendette oltre 2 milioni di copie in America.

### 2001-2002:The BlueprinteThe Blueprint²: The Gift & the Curse

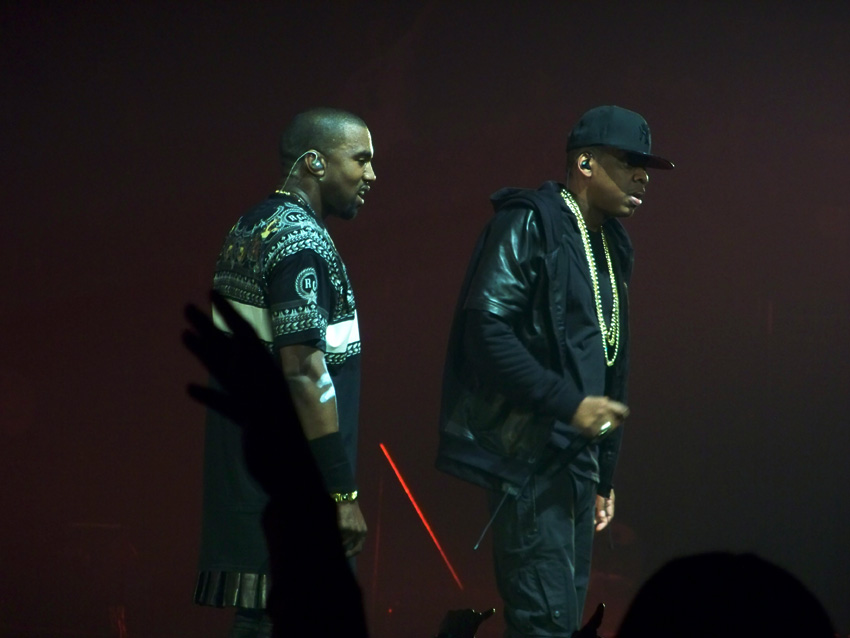
Jay Z e Kanye West durante il tour collaborativo

L'11 settembre 2001 uscì The Blueprint, che debuttò al primo posto delle classifiche statunitensi e vendette oltre 450 000 copie, debuttando in prima posizione della classifica Billboard 200, malgrado la scarsa notorietà dovuta all'allora incombente attentato alle Torri Gemelle. Il disco si fa notare per una forte e geniale tendenza ad ibridare pop e hardcore hip hop, e per una collaborazione con Eminem intitolata Renegade. Altri pezzi noti del disco sono Takeover, in cui Jay-Z se la prende con Prodigy dei Mobb Deep e con Nas, e Izzo (H.O.V.A.). Nas rispose agli insulti di Jay-Z con Ether, contenente anche offese implicite al rapper newyorkese da parte di Tupac Shakur, e Carter per ripicca compose Super Ugly. Kanye West scrive quattro canzoni per l'album entrando nel mondo nella musica grazie a Jay-Z.
Il sesto album da studio di Jay-Z si intitola The Blueprint²: The Gift & the Curse, uscito nel 2002. Tra le collaborazioni vi sono: '03 Bonnie & Clyde cantata con l'attuale moglie del rapper, Beyoncé, allora membro delle Destiny's Child, Guns & Roses in collaborazione con Lenny Kravitz e The Bounce con Kanye West e il singolo Excuse Me Miss. Nel 2002, oltre a varie collaborazioni con altri artisti, pubblica il brano The Watcher 2, inciso insieme a Dr. Dre e Rakim.

### 2003-2005: The Black Album e altre collaborazioni

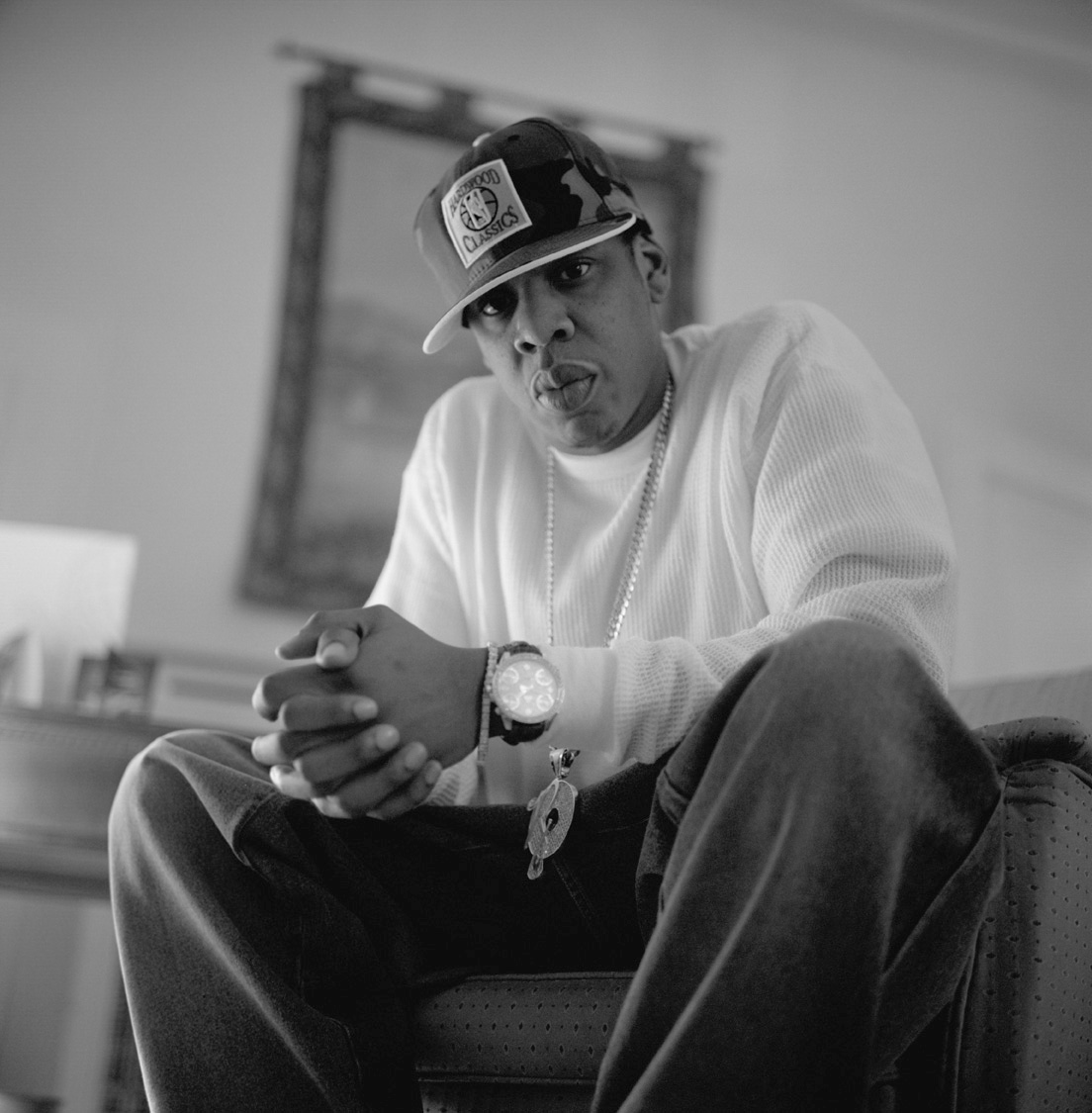
Jay Z nel 2003

Dopo un tour con 50 Cent, Busta Rhymes e Snoop Dogg, nel 2003 Jay-Z ha pubblicato The Black Album, nel quale sono presenti i brani Encore, Dirt Off Your Shoulder (prodotta da Timbaland), Change Clothes e la cover di 99 Problems dei Body Count (prodotta da Rick Rubin). Nel 2004 collaborò con Lenny Kravitz nel brano Storm (da Baptism). Nello stesso anno uscì Collision Course, realizzato dallo stesso Jay-Z e dai Linkin Park.
Il 25 novembre 2003 Jay-Z si esibì al Madison Square Garden di New York. Il 22 maggio 2004 partecipò all'HFStival, insieme a The Cure, The Offspring, P.O.D., Cypress Hill, Papa Roach, Lostprophets.
Dopo le collaborazioni con R. Kelly (Unfinished Business) e con i Linkin Park (Collision Course) nel 2004, l'anno successivo mise per breve tempo da parte la carriera di rapper per dedicarsi alla produzione discografica. Ha anche partecipato al Live 8, il 2 luglio 2005.

### 2006- presente: attività recenti

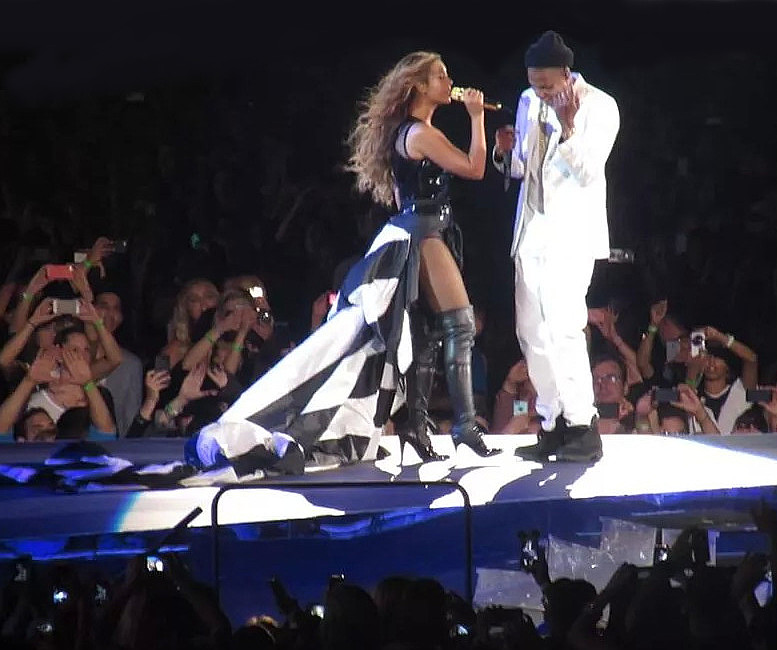
Jay Z con la moglie Beyoncé durante il On the Run Tour del 2014

Nel novembre 2006 pubblicò l'album Kingdom Come, che figura produzioni da parte di Dr. Dre e Just Blaze. L'album venne anticipato dal singolo di lancio Show Me What You Got, il cui video venne diretto da Felix Gary Gray (che nel 2003 ha diretto The Italian Job). "Beach Chair" è stato inoltre eseguito con Chris Martin dei Coldplay.
Il 4 aprile 2008 ha sposato la fidanzata storica Beyoncé mentre il 29 giugno 2008 ha partecipato al concerto dei Linkin Park a Londra, eseguendo due canzoni di Collision Course, Numb/Encore e Jigga What/Faint (esibizione inserita successivamente nell'album dal vivo dei Linkin Park, Road to Revolution: Live at Milton Keynes).
Nel 2009 è tornato in scena con due nuovi singoli ed una cover: Run This Town in collaborazione con Rihanna e Kanye West, Empire State of Mind assieme ad Alicia Keys e nel 2010 una versione di Forever Young insieme a Mr Hudson & The Library. Nel 2011 è stato pubblicato l'album Watch the Throne, che vede la collaborazione di Kanye West e dal quale sono stati tratti i singoli Otis, Niggas in Paris e No Church in the Wild.
Il 7 gennaio 2012 è venuta al mondo la sua prima figlia: Blue Ivy Carter, nata dalla moglie Beyoncé; nello stesso giorno, il rapper pubblicò il brano Glory, dedicato proprio alla figlia. Il testo contiene riferimenti alla gravidanza di Beyoncé (con riferimento ad un aborto), alle difficoltà della vita del rapper e alle emozioni che questa nascita gli ha donato. Inoltre negli ultimi minuti della canzone Jay-Z ha inserito i primi vagiti della piccola Blue.
Il 2 luglio 2013 vengono svelate la lista tracce e la copertina di Magna Carta... Holy Grail, previsto per il 6 luglio. Il disco vedrà alcune partecipazioni, come quelle della moglie Beyoncé e di Frank Ocean.
Il 18 giugno 2017, annuncia l'uscita del nuovo album 4:44, previsto per il 30 giugno. L'album debutta in prima posizione della classifica Billboard statunitense (dove viene certificato disco di platino) e canadese, mentre entra nelle Top 10 di Regno Unito, Irlanda, Svizzera ed Australia. I singoli estratti sono 4:44, Bam, Family Feud (con Beyoncé) e The Story of O.J.. L'album riceve numerose nomination ai Grammy Awards del 2018 tra cui Album of the Year. Il singolo The Story of O.J. viene nominato nella categoria Record of the Year. Dopo un tour in America del Nord per promuovere l'album, nel 2018 intraprendere un tour collaborativo con la moglie Beyoncé, On the Run II, tra Stati Uniti, Canada ed Europa.

## Altre attività
- Jay-Z è tra i cofondatori della Roc-A-Fella Records, un'etichetta discografica specializzata in hip hop, che ha lanciato, tra gli altri, Kanye West, Memphis Bleek e gli Young Gunz. Recentemente ha messo in piedi la Roc-A-Fella West, sua divisione californiana.
- Dal 2005 al 2007 è stato presidente ed amministratore delegato della Def Jam Recordings, nota casa discografica statunitense. Sempre nel 2005, ha collaborato con i Fort Minor (progetto parallelo di Mike Shinoda dei Linkin Park) alla produzione esecutiva dell'album The Rising Tied.
- Jay-Z detiene importanti partecipazioni anche nei settori dell'abbigliamento sportivo (Rocawear) e dello sport in generale (40/40 Clubs, e precedentemente la squadra di basket Brooklyn Nets), nel marketing con il portale Viddy e l'agenzia Translation Advertising, nella ristorazione con i ristoranti The Spotted Pig, Buffalo Boss, nel settore beverages con Armand de Brignac's Brut Gold (Ace of Spades champagne). Ha inoltre collaborato in progetti a breve e lungo termine con i marchi Reebok, Hewlett-Packard, Carol's Daughter cosmetics, Duracell PowerMat, Bacardi D'ussé, e Budweiser.
- Nel 2015 acquista la piattaforma di streaming Tidal.[44]

## Vita privata
Jay Z è sposato con Beyoncé dal 2009. La coppia, oltre a Blue Ivy, ha anche altri due figli, i gemelli Rumi e Sir (una femmina e un maschio), nati nel 2017.
Il rapper è noto anche per la sua collezione di opere d'arte. 

## Discografia

### Album in studio
- 1996 – Reasonable Doubt
- 1997 – In My Lifetime, Vol. 1
- 1998 – Vol. 2... Hard Knock Life
- 1999 – Vol. 3... Life and Times of S. Carter
- 2000 – The Dynasty: Roc La Familia
- 2001 – The Blueprint
- 2002 – The Blueprint²: The Gift & the Curse
- 2003 – The Black Album
- 2006 – Kingdom Come
- 2007 – American Gangster
- 2009 – The Blueprint 3
- 2013 – Magna Carta... Holy Grail
- 2017 – 4:44

### Album dal vivo
- 2001 – MTV Unplugged

### Raccolte
- 2002 – Chapter One: Greatest Hits
- 2003 – Blueprint 2.1
- 2003 – Bring It On: The Best of Jay-Z
- 2006 – Greatest Hits
- 2009 – The Blueprint Collectors Edition
- 2010 – Jay-Z: The Hits Collection, Volume One

## Audiolibri
- 2022 – HOV DID

## Tournée

### Personali
- Hard Knock Life Tour (1999)[46]
- Blueprint Lounge Tour (2001)[47]
- American Gangster Live (2007)
- Jay-Z Fall Tour (2009)
- Magna Carter World Tour (2013–14)
- 4:44 tour (2017)

### Collaborativi
- Rock the Mic (con 50 Cent) (2003)[48]
- Best of Both Worlds Tour (with R. Kelly) (2004)
- Heart of the City Tour (2008) (con Mary J. Blige)
- Jay-Z & Ciara Live (con Ciara) (2009)
- The Home & Home Tour (con Eminem) (2010)
- Watch the Throne Tour (con Kanye West) (2011–12)
- Legends of the Summer (con Justin Timberlake) (2013)
- On the Run Tour (con Beyoncé) (2014)
- On the Run II Tour (con Beyoncé) (2018)

### Supporto
- No Way Out Tour (with Puff Daddy & Bad Boy Records) (1997)[49]
- Projekt Revolution 2008 Europe (with Linkin Park) (2008)
- Viva la Vida Tour (with Coldplay) (2008)[50]
- U2 360 Tour (with U2) (2009–11)

## Filmografia
- Streets Is Watching (1998)
- Backstage (2000)
- State property - Sulle strade di Philadelphia (State Property), regia di Abdul Malik Abbott (2002)
- Paper Soldiers (2002)
- Fade to Black (2004)
- Made in America (2013, documentary)
- Annie - La felicità è contagiosa (Annie), regia di Will Gluck (2014, producer)
- Homecoming (2019)

### Produttore
- Annie - La felicità è contagiosa (Annie), regia di Will Gluck (2014)
- The Harder They Fall, regia di Jeymes Samuel (2021)
- The Book of Clarence, regia di Jeymes Samuel (2023)

### Produttore esecutivo
- Il grande Gatsby (The Great Gatsby), regia di Baz Luhrmann (2013)

### Colonne sonore
- Annie - La felicità è contagiosa (Annie), regia di Will Gluck (2014)
- The Book of Clarence, regia di Jeymes Samuel (2023)

### Doppiatore
- Piece by Piece, regia di Morgan Neville (2024)

## Riconoscimenti

### Grammy Award
Jay Z ha vinto 22 Grammy su 74 nomine
| Anno | Nomina                                                                     | Categoria                                | Risultato       |
| ---- | -------------------------------------------------------------------------- | ---------------------------------------- | --------------- |
| 1999 | Vol. 2... Hard Knock Life                                                  | Best Rap Album                           | Vincitore/trice |
| 1999 | "Hard Knock Life (Ghetto Anthem)"                                          | Best Rap Solo Performance                | Candidato/a     |
| 1999 | "Money Ain't a Thang" (con Jermaine Dupri)                                 | Best Rap Performance by a Duo or a Group | Candidato/a     |
| 2001 | "Big Pimpin'" (featuring UGK)                                              | Best Rap Performance by a Duo or a Group | Candidato/a     |
| 2001 | Vol. 3... Life and Times of S. Carter                                      | Best Rap Album                           | Candidato/a     |
| 2002 | The Blueprint                                                              | Best Rap Album                           | Candidato/a     |
| 2002 | "Izzo (H.O.V.A.)"                                                          | Best Rap Solo Performance                | Candidato/a     |
| 2002 | "Change the Game" (featuring Memphis Bleek, Beanie Sigel and Static Major) | Best Rap Performance by a Duo or a Group | Candidato/a     |
| 2003 | "Song Cry"                                                                 | Best Male Rap Solo Performance           | Candidato/a     |
| 2004 | The Blueprint²: The Gift & The Curse                                       | Best Rap Album                           | Candidato/a     |
| 2004 | "Crazy in Love" (con Beyoncé)                                              | Record of the Year                       | Candidato/a     |
| 2004 | "Crazy in Love" (con Beyoncé)                                              | Best R&B Song                            | Vincitore/trice |
| 2004 | "Crazy in Love" (con Beyoncé)                                              | Best Rap/Sung Collaboration              | Vincitore/trice |
| 2004 | "Frontin'" (con Pharrell)                                                  | Best Rap/Sung Collaboration              | Candidato/a     |
| 2004 | "Excuse Me Miss" (featuring Pharrell)                                      | Best Rap Song                            | Candidato/a     |
| 2005 | "99 Problems"                                                              | Best Rap Song                            | Candidato/a     |
| 2005 | "99 Problems"                                                              | Best Rap Solo Performance                | Vincitore/trice |
| 2005 | The Black Album                                                            | Best Rap Album                           | Candidato/a     |
| 2006 | "Numb/Encore" (con Linkin Park)                                            | Best Rap/Sung Collaboration              | Vincitore/trice |
| 2007 | "Déjà Vu" (con Beyoncé)                                                    | Best Rap/Sung Collaboration              | Candidato/a     |
| 2007 | "Déjà Vu" (con Beyoncé)                                                    | Best R&B Song                            | Candidato/a     |
| 2008 | "Show Me What You Got"                                                     | Best Rap Solo Performance                | Candidato/a     |
| 2008 | "Umbrella" (con Rihanna)                                                   | Record of the Year                       | Candidato/a     |
| 2008 | "Umbrella" (con Rihanna)                                                   | Song of the Year                         | Candidato/a     |
| 2008 | "Umbrella" (con Rihanna)                                                   | Best Rap/Sung Collaboration              | Vincitore/trice |
| 2008 | Kingdom Come                                                               | Best Rap Album                           | Candidato/a     |
| 2009 | American Gangster                                                          | Best Rap Album                           | Candidato/a     |
| 2009 | "Roc Boys (And the Winner Is)..."                                          | Best Rap Solo Performance                | Candidato/a     |
| 2009 | "Swagga like Us" (con T.I., Kanye West and Lil Wayne)                      | Best Rap Song                            | Candidato/a     |
| 2009 | "Swagga like Us" (con T.I., Kanye West and Lil Wayne)                      | Best Rap Performance by a Duo or a Group | Vincitore/trice |
| 2009 | "Mr. Carter" (con Lil Wayne)                                               | Best Rap Performance by a Duo or a Group | Candidato/a     |
| 2010 | "Money Goes, Honey Stay (When the Money Goes Remix)" (con Fabolous)        | Best Rap Performance by a Duo or a Group | Candidato/a     |
| 2010 | "D.O.A. (Death of Auto-Tune)"                                              | Best Rap Solo Performance                | Vincitore/trice |
| 2010 | "D.O.A. (Death of Auto-Tune)"                                              | Best Rap Song                            | Candidato/a     |
| 2010 | "Run This Town" (featuring Rihanna and Kanye West)                         | Best Rap Song                            | Vincitore/trice |
| 2010 | "Run This Town" (featuring Rihanna and Kanye West)                         | Best Rap/Sung Collaboration              | Vincitore/trice |
| 2011 | "Empire State of Mind" (featuring Alicia Keys)                             | Best Rap/Sung Collaboration              | Vincitore/trice |
| 2011 | "Empire State of Mind" (featuring Alicia Keys)                             | Record of the Year                       | Candidato/a     |
| 2011 | "Empire State of Mind" (featuring Alicia Keys)                             | Best Rap Song                            | Vincitore/trice |
| 2011 | "On to the Next One" (featuring Swizz Beatz)                               | Best Rap Song                            | Candidato/a     |
| 2011 | "On to the Next One" (featuring Swizz Beatz)                               | Best Rap Performance by a Duo or a Group | Vincitore/trice |
| 2011 | The Blueprint 3                                                            | Best Rap Album                           | Candidato/a     |
| 2012 | Watch The Throne (con Kanye West)                                          | Best Rap Album                           | Candidato/a     |
| 2012 | "Otis" (con Kanye West)                                                    | Best Rap Song                            | Candidato/a     |
| 2012 | "Otis" (con Kanye West)                                                    | Best Rap Performance                     | Vincitore/trice |
| 2013 | "I Do" (con Young Jeezy & André 3000)                                      | Best Rap Performance                     | Candidato/a     |
| 2013 | "Niggas in Paris" (con Kanye West)                                         | Best Rap Performance                     | Vincitore/trice |
| 2013 | "Niggas in Paris" (con Kanye West)                                         | Best Rap Song                            | Vincitore/trice |
| 2013 | "No Church in the Wild" (con Kanye West, Frank Ocean & The-Dream)          | Best Short Form Music Video              | Candidato/a     |
| 2013 | "No Church in the Wild" (con Kanye West, Frank Ocean & The-Dream)          | Best Rap/Sung Collaboration              | Vincitore/trice |
| 2013 | "Talk That Talk" (con Rihanna)                                             | Best Rap/Sung Collaboration              | Candidato/a     |
| 2014 | "Part II (On the Run)" (featuring Beyoncé)                                 | Best Rap/Sung Collaboration              | Candidato/a     |
| 2014 | "Holy Grail" (featuring Justin Timberlake)                                 | Best Rap/Sung Collaboration              | Vincitore/trice |
| 2014 | "Holy Grail" (featuring Justin Timberlake)                                 | Best Rap Song                            | Candidato/a     |
| 2014 | Magna Carta Holy Grail                                                     | Best Rap Album                           | Candidato/a     |
| 2014 | "Tom Ford"                                                                 | Best Rap Performance                     | Candidato/a     |
| 2014 | "Suit & Tie" (with Justin Timberlake)                                      | Best Pop Duo/Group Performance           | Candidato/a     |
| 2014 | "Suit & Tie" (with Justin Timberlake)                                      | Best Music Video                         | Vincitore/trice |
| 2014 | "Picasso Baby: A Performance Art Film"                                     | Best Music Video                         | Candidato/a     |
| 2014 | good kid, m.A.A.d city (as featured artist)                                | Album of the Year                        | Candidato/a     |
| 2015 | Beyoncé (as featured artist)                                               | Album of the Year                        | Candidato/a     |
| 2015 | "Drunk in Love" (with Beyoncé)                                             | Best R&B Performance                     | Vincitore/trice |
| 2015 | "Drunk in Love" (with Beyoncé)                                             | Best R&B Song                            | Vincitore/trice |
| 2015 | "On the Run Tour: Beyoncé and Jay Z"                                       | Best Music Film                          | Candidato/a     |
| 2017 | "Pop Style" (with Drake & Kanye West)                                      | Best Rap Performance                     | Candidato/a     |
| 2018 | 4:44                                                                       | Album of the Year                        | Candidato/a     |
| 2018 | 4:44                                                                       | Best Rap Album                           | Candidato/a     |
| 2018 | "Story of O.J."                                                            | Record of the Year                       | Candidato/a     |
| 2018 | "Story of O.J."                                                            | Best Rap Song                            | Candidato/a     |
| 2018 | "Story of O.J."                                                            | Best Music Video                         | Candidato/a     |
| 2018 | "4:44"                                                                     | Song of the Year                         | Candidato/a     |
| 2018 | "4:44"                                                                     | Best Rap Performance                     | Candidato/a     |
| 2018 | "Family Feud" (feat. Beyoncé)                                              | Best Rap/Sung Performance                | Candidato/a     |

### American Music Awards
| Anno | Nomina                            | Categoria                   | Risultato       |
| ---- | --------------------------------- | --------------------------- | --------------- |
| 2000 | Jay-Z                             | Favorite Rap/Hip Hop Artist | Candidato/a     |
| 2004 | Jay-Z                             | Favorite Rap/Hip Hop Artist | Vincitore/trice |
| 2004 | The Black Album                   | Favorite Rap/Hip Hop Album  | Candidato/a     |
| 2008 | American Gangster                 | Favorite Rap/Hip Hop Album  | Candidato/a     |
| 2009 | Jay-Z                             | Favorite Rap/Hip Hop Artist | Vincitore/trice |
| 2009 | The Blueprint 3                   | Favorite Rap/Hip Hop Album  | Vincitore/trice |
| 2011 | Watch The Throne (con Kanye West) | Favorite Rap/Hip-Hop Album  | Candidato/a     |
| 2013 | Jay-Z                             | Favorite Rap/Hip-Hop Artist | Candidato/a     |
| 2013 | Magna Carta Holy Grail            | Favorite Rap/Hip-Hop Album  | Candidato/a     |

### BET Awards
| Anno | Nomina                                         | Categoria                | Risultato       |
| ---- | ---------------------------------------------- | ------------------------ | --------------- |
| 2001 | Jay-Z                                          | Best Male Hip Hop Artist | Vincitore/trice |
| 2001 | I Just Wanna Luv U (Give It 2 Me)              | Viewer's Choice          | Candidato/a     |
| 2002 | Jay-Z                                          | Best Male Hip Hop Artist | Candidato/a     |
| 2003 | Jay-Z                                          | Best Male Hip Hop Artist | Candidato/a     |
| 2003 | 03 Bonnie & Clyde (featuring Beyoncé)          | Best Collaboration       | Candidato/a     |
| 2004 | Jay-Z                                          | Best Male Hip Hop Artist | Vincitore/trice |
| 2004 | Crazy in Love (with Beyoncé)                   | Video of the Year        | Candidato/a     |
| 2004 | Crazy in Love (with Beyoncé)                   | Viewer's Choice          | Candidato/a     |
| 2004 | Crazy in Love (with Beyoncé)                   | Best Collaboration       | Vincitore/trice |
| 2007 | Upgrade U (con Beyoncé)                        | Best Collaboration       | Candidato/a     |
| 2007 | Déjà Vu (con Beyoncé)                          | Best Collaboration       | Candidato/a     |
| 2007 | Jay-Z                                          | Best Male Hip Hop Artist | Candidato/a     |
| 2008 | Jay-Z                                          | Best Male Hip Hop Artist | Candidato/a     |
| 2010 | Jay-Z                                          | Best Male Hip Hop Artist | Candidato/a     |
| 2010 | Empire State of Mind (featuring Alicia Keys)   | Best Collaboration       | Vincitore/trice |
| 2010 | Empire State of Mind (featuring Alicia Keys)   | Video Of The Year        | Candidato/a     |
| 2010 | Run This Town (featuring Rihanna & Kanye West) | Video Of The Year        | Candidato/a     |
| 2010 | Empire State of Mind (featuring Alicia Keys)   | Viewer's Choice          | Candidato/a     |
| 2012 | The Throne (Jay-Z & Kanye West)                | Best Group               | Vincitore/trice |
| 2012 | Otis (con Kanye West feat. Otis Redding)       | Best Collaboration       | Candidato/a     |
| 2012 | Otis (con Kanye West feat. Otis Redding)       | Viewer's Choice          | Candidato/a     |
| 2012 | Otis (con Kanye West feat. Otis Redding)       | Video of the Year        | Vincitore/trice |
| 2012 | Niggas in Paris (con Kanye West)               | Video of the Year        | Candidato/a     |
| 2013 | Suit & Tie (feat. Justin Timberlake)           | Video of the Year        | Candidato/a     |
| 2013 | Suit & Tie (feat. Justin Timberlake)           | Best Collaboration       | Candidato/a     |
| 2013 | Suit & Tie (feat. Justin Timberlake)           | Viewer's Choice          | Candidato/a     |
| 2014 | Holy Grail(feat. Justin Timberlake)            | Best Collaboration       | Candidato/a     |
| 2014 | Drunk in Love (feat. Beyoncé)                  | Best Collaboration       | Vincitore/trice |
| 2014 | Drunk in Love (feat. Beyoncé)                  | Viewer's Choice          | Candidato/a     |
| 2014 | Drunk in Love (feat. Beyoncé)                  | Video of the Year        | Candidato/a     |
| 2014 | Jay-Z                                          | Best Male Hip Hop Artist | Candidato/a     |
| 2017 | Shining (DJ Khaled feat. Beyoncé & Jay-Z       | Best Collaboration       | Candidato/a     |

### Billboard Music Awards
| Anno | Nomina                                | Categoria                              | Risultato       |
| ---- | ------------------------------------- | -------------------------------------- | --------------- |
| 1998 | Jay-Z                                 | R&B Albums Artist of the Year          | Vincitore/trice |
| 1999 | Jay-Z                                 | Male Artist of the Year                | Candidato/a     |
| 1999 | Jay-Z                                 | Rap Artist of the Year                 | Vincitore/trice |
| 1999 | Jay-Z                                 | R&B/Hip-Hop Artist of the Year         | Candidato/a     |
| 2002 | Jay-Z                                 | Top Male R&B/Hip-Hop Artist            | Candidato/a     |
| 2002 | Jay-Z                                 | R&B/Hip-Hop Albums Artist of the Year  | Candidato/a     |
| 2002 | The Blueprint                         | Rap Album of the Year                  | Candidato/a     |
| 2002 | The Blueprint                         | R&B/Hip-Hop Album of the Year          | Candidato/a     |
| 2003 | Jay-Z                                 | R&B/Hip-Hop Artist of the Year         | Candidato/a     |
| 2004 | Jay-Z                                 | Rap Artist of the Year                 | Candidato/a     |
| 2004 | Jay-Z                                 | R&B/Hip-Hop Albums Artist of the Year  | Candidato/a     |
| 2004 | Jay-Z                                 | R&B/Hip-Hop Singles Artist of the Year | Candidato/a     |
| 2004 | Jay-Z                                 | R&B/Hip-Hop Male Artist of the Year    | Candidato/a     |
| 2004 | The Black Album                       | R&B/Hip-Hop Album of the Year          | Candidato/a     |
| 2004 | The Black Album                       | Rap Album of the Year                  | Candidato/a     |
| 2011 | Watch the Throne                      | Top Rap Album                          | Candidato/a     |
| 2014 | Jay-Z                                 | Top Rap Artist                         | Candidato/a     |
| 2014 | Magna Carta Holy Grail                | Top Rap Album                          | Candidato/a     |
| 2014 | "Holy Grail" (with Justin Timberlake) | Top Rap Song                           | Candidato/a     |
| 2014 | "Drunk in Love" (with Beyoncé)        | Top R&B Song                           | Candidato/a     |
| 2014 | "Suit & Tie" (with Justin Timberlake) | Top R&B Song                           | Candidato/a     |

- 2005: inserito al 1º posto nella lista I più grandi mc di tutti i tempi da MTV[79].